# Bastionski sustav
Bastionski sustav (engl. bastioned system, fr. système bastionné, tal. sistema bastionato, njem. bastionierte Befestigungssytem) je kombinacija nekoliko frontova bastiona ojačanih unutrašnjim i spojnim dodacima. Dominirao je u fortifikaciji od 16. do 19. stoljeća jer je omogućavao stvaranje jake bočne i kose vatre ispred tvrđava pa su se one mogle braniti i s relativno malo topništva.
Osnovnu slabost ovog sustava predstavljala je zavisnost čvrstine obrane bilo kojeg djela tvrđave o aktivnosti susjeda. Nadalje, zbog slabe frontalne vatre ispred tvrđave bilo je mnogo nepogođenog prostora. Stoga je napadač mogao koncentrirati vatru na samo jednom potezu a branitelj nije imao dovoljno prostora za topništvo da ojača ugroženi dio bastiona. Utvrđivanje u bastione bilo je vrlo skupo za jedan bastionski front po sistemu Louisa de Cormontaignea trebalo je iskopati 240 tisuća m3 zemelje i podići 50 tisuća m3 zida.
Bastionski sustav konačno se prestao koristiti u drugoj polovici 19. stoljeća kada je domet topova povećan da se obrana utvrda prenijela ispred zidina u rovove.

## Glavni pojmovi utvrdbenog graditeljstva
- fasa - čeoni (duži) bedem bastiona
- flanka - bočna (kraća) strana bastiona koja se veže s kurtinom
- kurtina - ravni potez bedema između dva bastiona
- šanac - jarak koji opasuje tvrđavu, često ispunjen vodom, a kod gradskih vrata premošćen drvenim mostom
- kaponir - obrambeni element smješten u šancu
- eskarpa / kontraskarpa –unutarnja, odnosno vanjska kosina šanc
- skriveni put - smješten između kontraskarpe i glasije, opasuje tvrđavu i izbačeni je položaj za posadu
- traverza - pregrada na skrivenom putu (zaštita od bočnog napada)
- zborno mjesto - prošireni prostor na uglovima skrivenog puta
- glasija - vanjska zona sustava, iza skrivenog puta, lagano ukošena „brisana površina“ izložena braniteljevoj vatri
- ravelin - vanjski element obrambenog sustava, obično umetnut ispred kurtine (između krakova), tlocrtom trokut
- fleša - vanjski element obrambenog sustava, obično unutar glasije u koju je umetnuta ispred krakova. Sastoji se od redute (manji utvrđeni položaj, tlocrtom trokut) na vrhu i uskog prilaza koji polazi od vrha skrivenog puta
- tenalija - vanjski element obrambenog sustava u obliku slova „V“, obično pred kurtinom

## Fortifikacijske škole
Prema rasporedu, izgledu, mjestu i karakteristikama bastiona te pojedinih objekata razlikujemo bastione starotalijanske, novotalijanske, staronizozemske, pruske, Vaubanove, mezjerske i novonizozemske fortifikacijske škole

## Starotalijanska fortifikacijska škola
Starotalijanska fortifikacijska škola (15. i prva polovica 16. stoljeća) gradila je male bastione, raspoređene na međusobnoj udaljenosti od oko 400 m. Krajevi bastiona bili su kratki i uspravljeni na kurtninu. Na trećini koja je bila povučena i zaštićena orijonom. Kada je kurtnina bila duža od uspješnog dometa topništva, na njoj je građen manji, srednji bastion. Obrana tvrđava počivala je na frontalnoj vatri s kurtnine. Niccolò Tartaglia ispred rova je postavio skriveni put s pješačkim vatrenim položajem, a glasiju je uredio kao brisani prostor. Jacopo Castrioto uveo je odvojene bastione, a Giovanni Zanchije umjesto bastiona gradio petokrake bastionske kule.

## Novotalijanska fortifikacijska škola
Novotalijanska fortifikacijska škola (druga polovica 16. stoljeća) skratila je bastionski front na 300 m i povećala bastion, čime je omogućeno bolje djelovanje cijele obrambene linije. Srednji bastion je izbačen ispred kurtnine i razvijen u revelin. Za udaranje u mrtve kutove ispred tvrđave postavljeni su kavaliri. Na prelomima skrivenog puta uređivana su zborišta. Bastioni su najčešće bili ispunjeni zemljom, te je tako nastao razvijeni bastion. Po sistemu ove škole bili su utvrđeni Verona, Torino, Milano, Pavia i drugi talijanski gradovi. U ostatku Europe ovim su sistemom bili utvrđeni Beč, Antwerpen, La Valletta i mnogi španjolski gradovi. Zbog čega se ovaj sistem gradnje bastiona također zove i španjolski. 
Tvrđave izgrađene u ovom sistemu zauzimane su napadom na sam bastione. Prvi razlog za to bio je što se kurtnina nije više mogla napadati zbog jake bočne vatre. Drugi je razlog što se u bastionima nije mogla organizirati obrana pošto su bili stješnjeni povučenim krajevima bastiona, koji su smatrani jednim od najvažnijih elemenata obrane. U flancima bastiona su građene dvije do tri terasaste i topničke platforme te su one uvijek bile uspravne na kurtinu. Kruta primjena ove vrste bastiona iziskivala je, na neravnom terenu, ogromne zemljane radove.

## Staronizozemska fortifikacijska škola
Staronizozemska fortifikacijska škola (kraj 16. stoljeća i polovica 17. stoljeća) U nizozemskom ratu za nezavisnost (1568. – 1609.) pobunjenici su vodom napunjene rovove, širine 13 – 35 m, branili pješačkom vatrom s faussebrayea, a u pozadini su podignuti posebni topnički bedemi.  Glasiju su ojačali prednjim rovom na kojem su imali još jedan pješački vatreni položaj. Ispred bastiona podizali su tzv. polumjesec (fr. demilune),  koji je štitio glavni bedem štitio od vatre bočnih baterija. Kasnije je obrambena linija smanjena na oko 220 m, pa se cijela mogla flankirati i puščanom vatrom; trasa se nije primjenjivala kruto. Za ojačanje ulaza u tvrđavu ili na uzvišenju ispred bedema postavljen je rog (njem. Hornwerk), koji su u stvari činila dva polubastiona, ili kruna, također sastavljena od dva polubastiona između kojih su jedan ili više bastiona. Takvim dodacima trasa tvrđave ponekad se udvostručivala. Ovaj sistem ubrzo je potisnuo bastione talijanske škole u sjevernoj i zapadnoj Europi. Kasnije ga je veliki broj vojnih inženjera usavršavao. Johann Scheither je udvostručio skriveni put i postavio anvelopne faussebrayê. Takva su ojačanja više poskupljivala izgradnju nego što su povećavala obrambenu moć tvrđave.

## Pruska fortifikacijska škola
Pruska fortifikacijska škola (druga polovica 17. stoljeća) bila je pod utjecajem novotalijanske i starnoizozemske fortifikacijske škole. Osim povećavanjem bastiona i ravelina, problem vatrene nadmoći ugroženog dijela rješavala je i izradom šupljih bastiona, u čije je kazamate postavljeno topništvo. Johann Dilch je prvi primijenio kontragard za zaštitu čeonog bedema bastiona. 

## Vaubanova fortifikacijska škola
Vaubanova fortifikacijska škola (kraj 18. i polovica 19. stoljeća) Za razliku od drugih vojnih inženjera, čiji je bastion u suštini imao krutu trasu, Vauban je dužinu bastionskih frontova podešavao prema njihovoj važnosti i zemljištu. Primjenjujući po potrebi i ispupčane te udubljene flanke, fase i kurtine, tzv. iregularni bastion. Od svoja tri sistema najviše je primjenjivao prvi koji je, prema važnosti frontova, ojačavao još rogom, krunom, linetom, anvelopom, udvojenim ravelinima i kontragardom. U drugom i trećem sistemu odvojio je bastione od bedema, a na prijelomima glavnog bedema podizao jednokatne bastionske kule. Louis Cormontei je u prvoj polovici 18. stoljeća poboljšao Vaubanov bastion tako što ga je povećao i na njima podigao kazamatirane kavalire koji su sprječavali odbijanje zrna unutar bastiona. Osim toga isturio je raveline i time izložio napadača još jačoj vatri sa susjednih bastiona

## Mezjerska fortifikacijska škola
Mezjerska fortifikacijska škola (osnovana 1750.) svela je bastione na matematičke proporcije. Glavni predstavnici Henri Bousmard i markiz François de Chasseloup-Laubat prenijeli su glavnu obranu na skriveni put gdje su gradili kazamatirane traverze i uređivali redvije. Na grkljanu bastiona podizali su kazamatirane vojarne, koje su ubrzo zatim dograđene na svim važnijim tvrđavama. Lazare Carnot je izradom takvih bedema bezuspješno pokušavao produžiti trajanje bedema kao fortifikacijskih objekata. Drugi vojni inženjeri te škole postavljali su ispred bastiona linete, čime su ustvari krčili put pojasnoj tvrđavi.

## Novonizozemska fortifikacijska škola
Tvorac novonizozemske fortifikacijske škole M. Kuhorn, Vaubanov suvremenik i protivnik, potpuno je snizio profil bedema, pa je pored iste obrambene moći tvrđave za ⅓ snizio cijenu gradnje. Za osiguranje flanki postavljao je na orionima kamene kule. Za stvaranje vatrene nadmoći uređivao je u rovovima topničke položaje za haubice.

## Crteži prikaza fortifikacijskih škola
| Crteži primjera fortifikacijske škole | Naziv fortifikacijske škole | Tumačenje djelova bastionske trase |
| ------------------------------------- | --------------------------- | --- |
|                                       | Starotalijanska             | A – bastion B – srednji bastion C – orion |
|                                       | Novotalijanska              | A – glasija B – skriveni put C – ravelin D – bastion E – orion F – kavalir G – zborište |
|                                       | Razvijeni bastionski front  | A – odvojeni bastioni B – bastion C – kavalir D – tenalija E – kofr F – ravelin G – kontragarda F i G – anvelopa H – glavni rov J – glasija K – skriveni put i zborišta s vatrenim položajima |
|                                       | I. Vaubanov sistem          | A – glasija B – skriveni put C – zborište D – ravelin E – tenalija u ulozi fosebreja F – šuplji bastion G – puni bastion s kavalirom (H)                                                      |
|                                       | II. Vaubanov sistem         | A – glasija B – zborište C – skriveni put D – ravelin E – odvojeni bastion F – tenalija G – bastionske kule                                                                                   |
|                                       | III. Vaubanov sistem        | A – glasija B – zborište C – skriveni put D – ravelin E – ravelin redvi F – kaponir G – odvojeni bastion H – tenalija K – bastionska kula                                                     |
|                                       | Cormonteî                   | A – glasija B – zborište skrivneog puta C – revelin s redvijem (D) E – kofr F – tenalija G – kontrafasa H – bastion                                                                           |
|                                       | Novonizozemska              | A – zborište B – kontragarda C – ravelin D – bastion |

## Vanjske poveznice
Stručni pojmovi utvrdbenog graditeljstva  Arhivirana inačica izvorne stranice od 2. svibnja 2023. (Wayback Machine)